# Trimbach (Bas-Rhin)
Pour les articles homonymes, voir Trimbach.
Trimbach est une commune française située dans la circonscription administrative du Bas-Rhin et, depuis le 1er janvier 2021, dans le territoire de la Collectivité européenne d'Alsace, en région Grand Est.
Cette commune se trouve dans la région historique et culturelle d'Alsace.

## Géographie

### Localisation
Trimbach est un village du Bas-Rhin situé dans le canton de Seltz et dans l'arrondissement de Wissembourg.
La commune est située à environ une dizaine de kilomètres de la frontière allemande.
Les citoyens de Trimbach sont nommés les Trimbachois et les Trimbachoises.
L'altitude moyenne à laquelle est située Trimbach est d'environ 145 mètres. L'altitude minimum est de 138 mètres et le maximum est de 179 mètres.

### Communes limitrophes
| Seebach     |          | Siegen       |
| Aschbach    | Trimbach |              |
| Stundwiller | Buhl     | Croettwiller |

### Hydrographie
La commune est dans le bassin versant du Rhin au sein du bassin Rhin-Meuse. Elle est drainée par le ruisseau le Seebach et le ruisseau le Warsbach,. Le village est traversé par le ruisseau le Kirchbach
Le Seebach, d'une longueur de 11 km, prend sa source dans la commune de Wissembourg et se jette  dans le Seltzbach à Buhl, après avoir traversé cinq communes. 

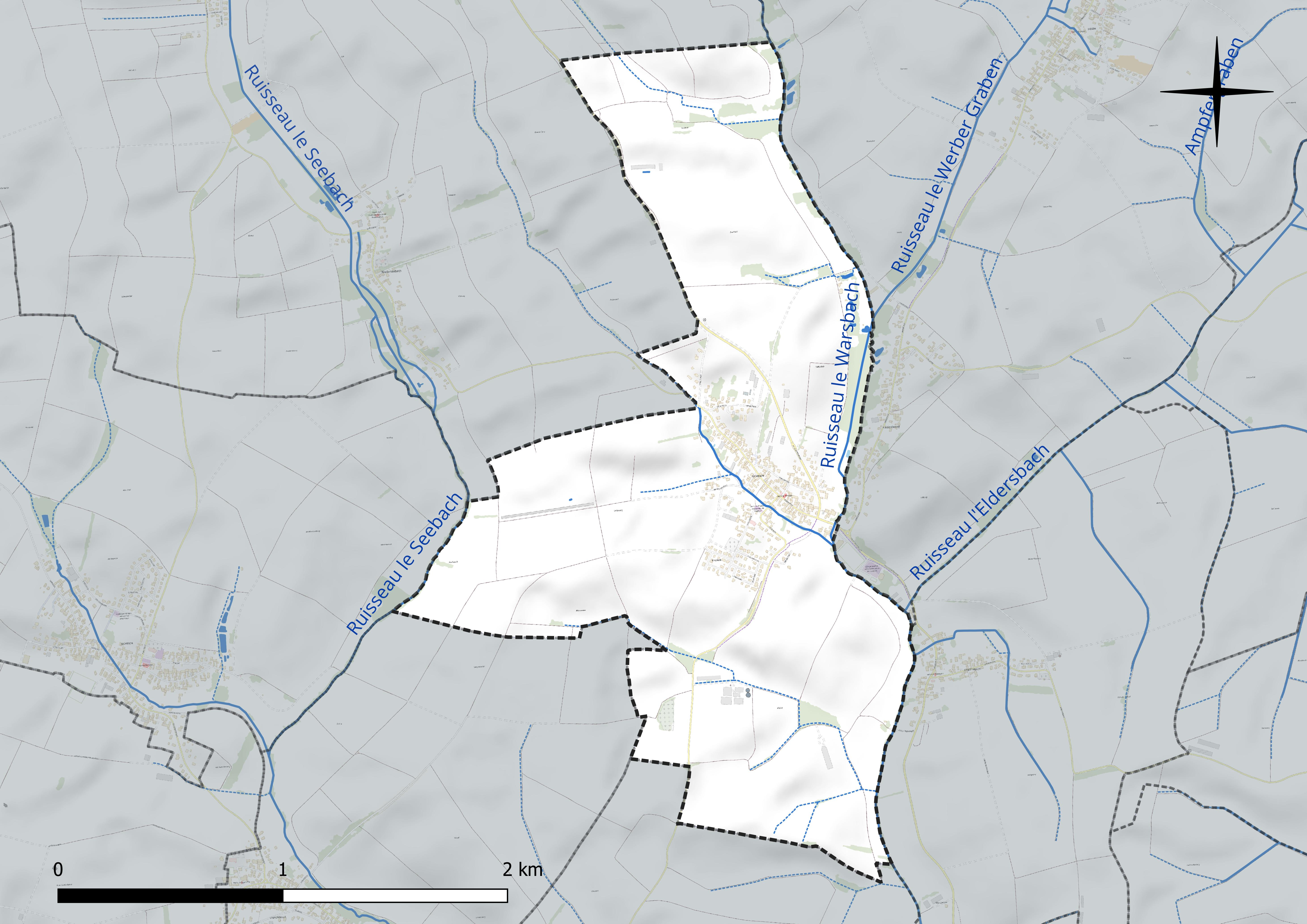
Réseau hydrographique de Trimbach.

### Climat
Pour des articles plus généraux, voir Climat du Grand Est et Climat du Bas-Rhin.
En 2010, le climat de la commune est de type climat des marges montargnardes, selon une étude du Centre national de la recherche scientifique s'appuyant sur une série de données couvrant la période 1971-2000. En 2020, Météo-France publie une typologie des climats de la France métropolitaine dans laquelle la commune est exposée à un climat semi-continental et est dans la région climatique  Alsace, caractérisée par une pluviométrie faible, particulièrement en automne et en hiver, un été chaud et bien ensoleillé, une humidité de l’air basse au printemps et en été, des vents faibles et des brouillards fréquents en automne (25 à 30 jours).
Pour la période 1971-2000, la température annuelle moyenne est de 10,7 °C, avec une amplitude thermique annuelle de 17,9 °C. Le cumul annuel moyen de précipitations est de 713 mm, avec 9,4 jours de précipitations en janvier et 10,6 jours en juillet. Pour la période 1991-2020, la température moyenne annuelle observée sur la station météorologique de Météo-France la plus proche, « Scheibenhard », sur la commune de Scheibenhard à 9 km à vol d'oiseau, est de 11,8 °C et le cumul annuel moyen de précipitations est de 739,0 mm. 
La température maximale relevée sur cette station est de 38,8 °C, atteinte le 7 août 2015 ; la température minimale est de −15,2 °C, atteinte le 11 janvier 2009,,.
Les paramètres climatiques de la commune ont été estimés pour le milieu du siècle (2041-2070) selon différents scénarios d'émission de gaz à effet de serre à partir des nouvelles projections climatiques de référence DRIAS-2020. Ils sont consultables sur un site dédié publié par Météo-France en novembre 2022.

## Urbanisme

### Typologie
Au 1er janvier 2024, Trimbach est catégorisée commune rurale à habitat dispersé, selon la nouvelle grille communale de densité à sept niveaux définie par l'Insee en 2022.
Elle est située hors unité urbaine et hors attraction des villes,.

### Occupation des sols
L'occupation des sols de la commune, telle qu'elle ressort de la base de données européenne d’occupation biophysique des sols Corine Land Cover (CLC), est marquée par l'importance des territoires agricoles (90,3 % en 2018), en diminution par rapport à 1990 (92,2 %). La répartition détaillée en 2018 est la suivante : 
terres arables (87,5 %), zones urbanisées (9,7 %), zones agricoles hétérogènes (2,8 %). L'évolution de l’occupation des sols de la commune et de ses infrastructures peut être observée sur les différentes représentations cartographiques du territoire : la carte de Cassini (XVIIIe siècle), la carte d'état-major (1820-1866) et les cartes ou photos aériennes de l'IGN pour la période actuelle (1950 à aujourd'hui).

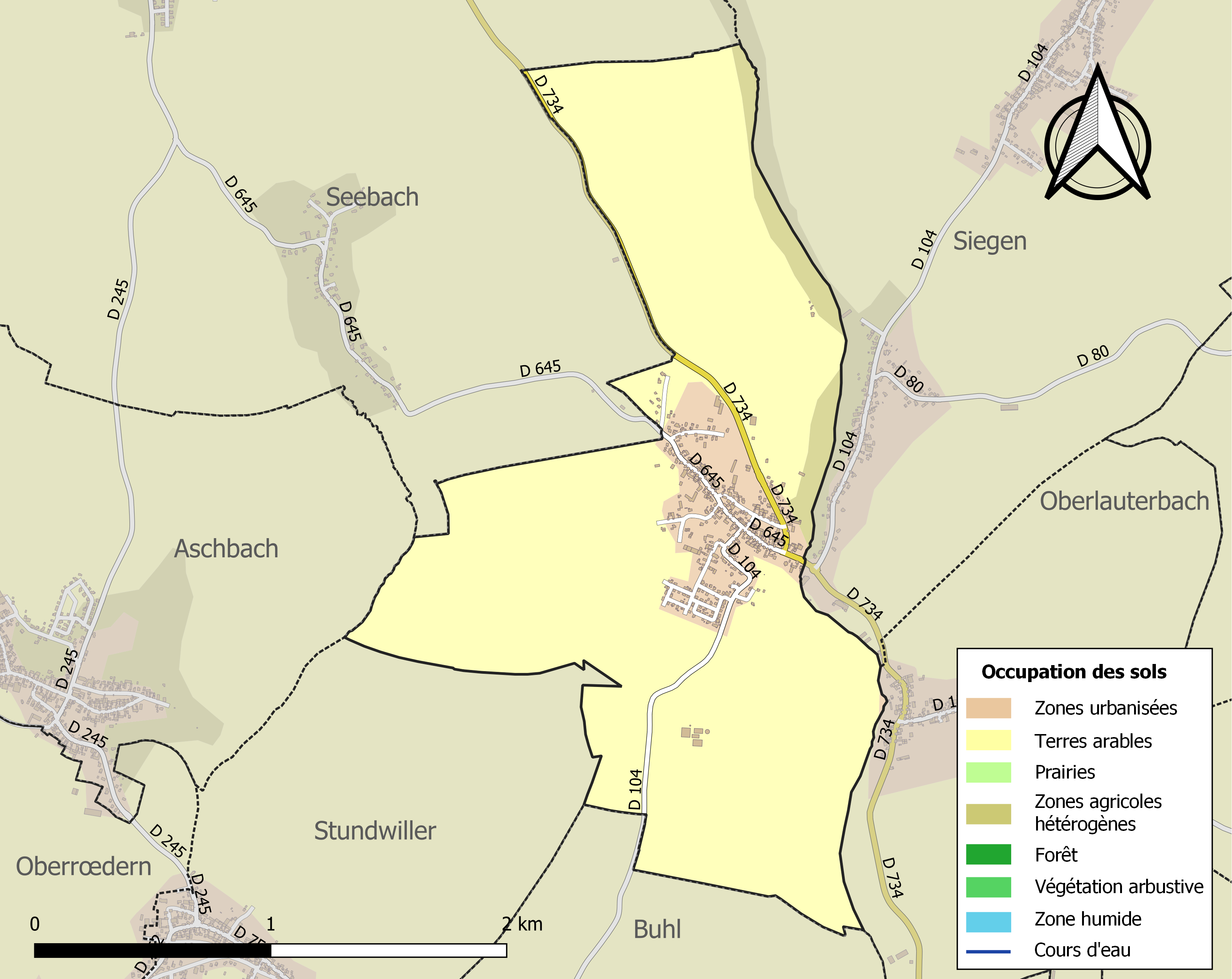
Carte des infrastructures et de l'occupation des sols de la commune en 2018 (CLC).

## Histoire
Le village de Trimbach se situe le long du Warschbach et était par le passé le passage obligé pour aller de Beinheim à Wissembourg. La commune a été mentionnée pour la première fois lors de l'Inquisition en 1127 par l'abbaye de Koenigsbrück de ses terres. Cependant tout porte à croire que la fondation du village remonte bien plus loin dans le passé, l'époque romaine étant souvent évoquée.
Trimbach a successivement appartenu aux seigneurs de Fleckenstein, à l'évêque de Spire puis aux seigneurs d'Eggersberg.
Le nom de la commune remonte sûrement à l’époque romaine avec diverses hypothèses de signification :
- « Stramentum », paille, chaume, litière, pour désigner un endroit où les voyageurs faisaient escale ;
- « Terminus », pour le dernier lieu habité dépendant de Seltz ;
- « Turris », pour la tour de guet romaine.

Lors de la Révolution française, Trimbach comptait environ 810 habitants. Cependant, après la Deuxième Guerre mondiale et l'évacuation du village dans la Haute-Vienne en 1939, le village se retrouve détruit à plus de cinquante pour cent lors de l'occupation allemande de 1940 à 1945. On recense aussi au moins quinze jeunes qui sont tombés au champ d'honneur.

## Toponymie
Drimbàch en francique méridional.

## Politique et administration

### Liste des maires
| Période                                  | Période                   | Identité                                                | Étiquette | Qualité |
| ---------------------------------------- | ------------------------- | ------------------------------------------------------- | --------- | ------- |
| Les données manquantes sont à compléter. |                           |                                                         |           |         |
| avant 1981                               | ?                         | Laurent Grauss                                          |           |         |
| 1983                                     | 2014                      | Joseph Weissbeck                                        |           |         |
| 2014                                     | En cours (au 31 mai 2020) | Jean-Paul Martin Haennel Réélu pour le mandat 2020-2026 |           |         |

### Jumelages
La commune de Trimbach n'est pas officiellement jumelée avec ses 2 communes homonymes, mais elle entretient des relations amicales avec les communes de Triembach-au-Val dans le canton de Villé (Bas-Rhin) et de Trimbach dans le canton de Soleure en Suisse. Chaque année début septembre, une fête est organisée à tour de rôle par un des Trimbach et les habitants des deux autres communes se déplacent pour cette journée festive.

## Population et société

### Démographie
L'évolution du nombre d'habitants est connue à travers les recensements de la population effectués dans la commune depuis 1793. Pour les communes de moins de 10 000 habitants, une enquête de recensement portant sur toute la population est réalisée tous les cinq ans, les populations de référence des années intermédiaires étant quant à elles estimées par interpolation ou extrapolation. Pour la commune, le premier recensement exhaustif entrant dans le cadre du nouveau dispositif a été réalisé en 2004.

En 2022, la commune comptait 582 habitants, en évolution de +2,28 % par rapport à 2016 (Bas-Rhin : +3,17 %, France hors Mayotte : +2,11 %).
| 1793 | 1800 | 1806 | 1821 | 1831 | 1836 | 1841 | 1846 | 1851 |
| ---- | ---- | ---- | ---- | ---- | ---- | ---- | ---- | ---- |
| 435  | 430  | 553  | 763  | 868  | 857  | 810  | 806  | 794  |

| 1856 | 1861 | 1866 | 1871 | 1875 | 1880 | 1885 | 1890 | 1895 |
| ---- | ---- | ---- | ---- | ---- | ---- | ---- | ---- | ---- |
| 710  | 713  | 748  | 713  | 651  | 593  | 597  | 591  | 618  |

| 1900 | 1905 | 1910 | 1921 | 1926 | 1931 | 1936 | 1946 | 1954 |
| ---- | ---- | ---- | ---- | ---- | ---- | ---- | ---- | ---- |
| 597  | 565  | 550  | 502  | 463  | 419  | 414  | 334  | 353  |

| 1962 | 1968 | 1975 | 1982 | 1990 | 1999 | 2004 | 2006 | 2009 |
| ---- | ---- | ---- | ---- | ---- | ---- | ---- | ---- | ---- |
| 346  | 369  | 369  | 364  | 346  | 444  | 461  | 481  | 512  |

| 2014 | 2019 | 2022 | - | - | - | - | - | - |
| ---- | ---- | ---- | - | - | - | - | - | - |
| 561  | 584  | 582  | - | - | - | - | - | - |

## Culture locale et patrimoine

### Lieux et monuments
- Mairie-école[21].
- Église catholique de Trimbach[22],[23].
- Cimetière[24].
- Église protestante de Trimbach[25].

### Galerie

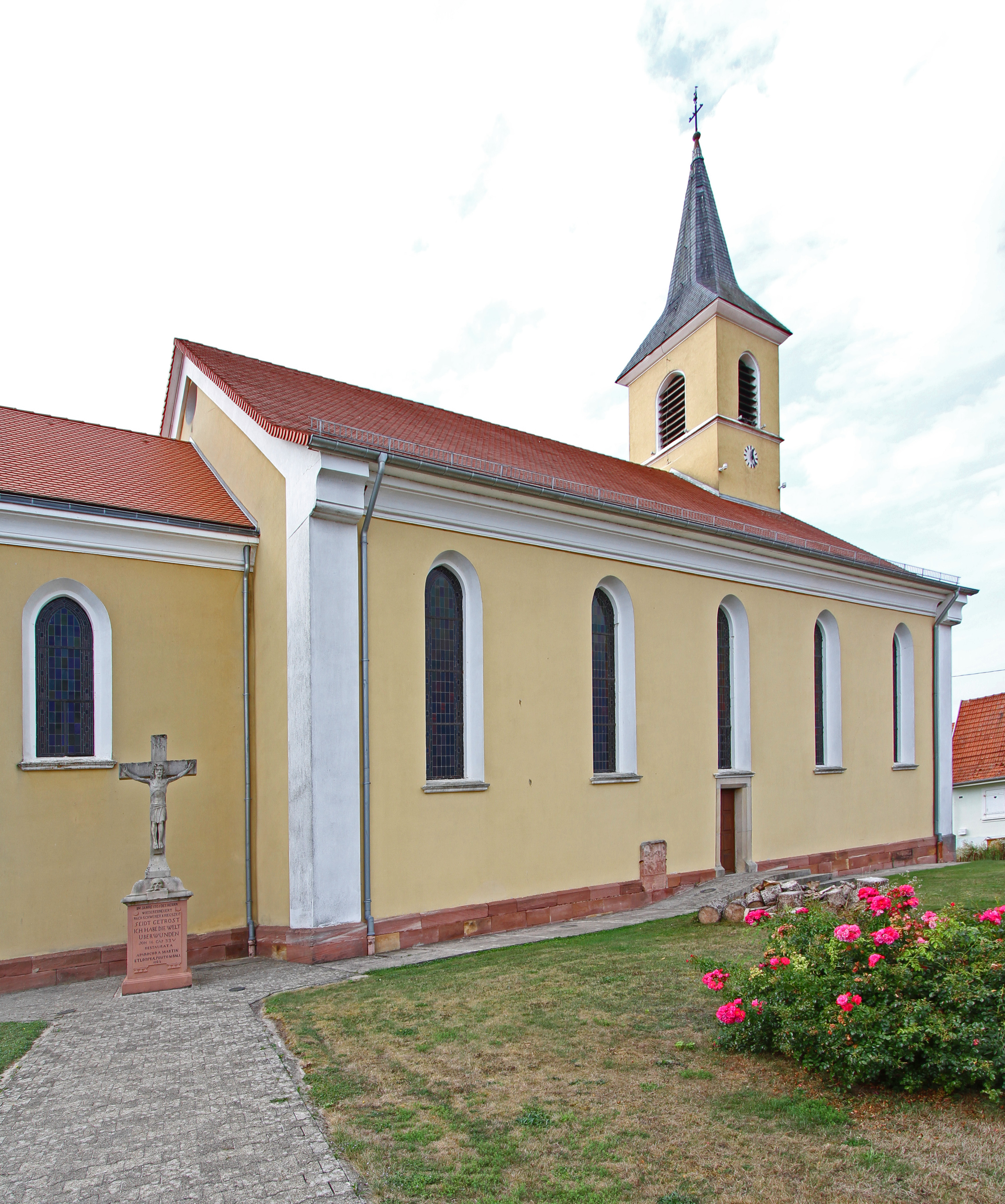
L'église catholique de Trimbach.
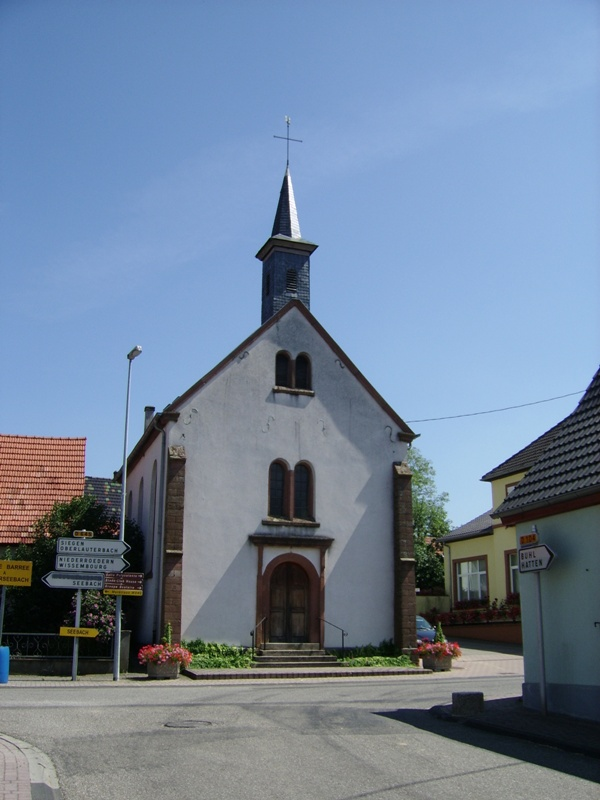
L'église protestante de Trimbach.
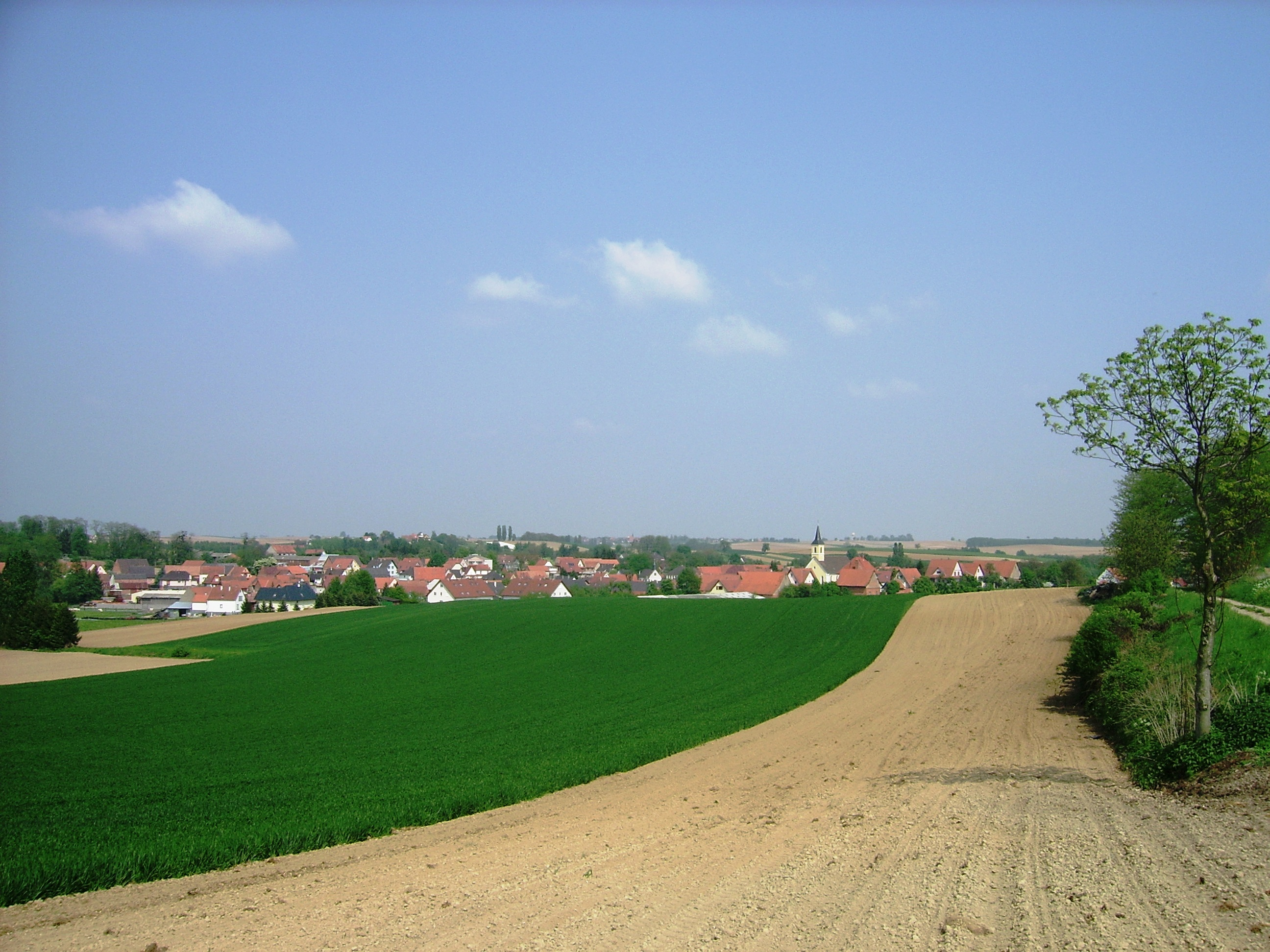
Le village de Trimbach.
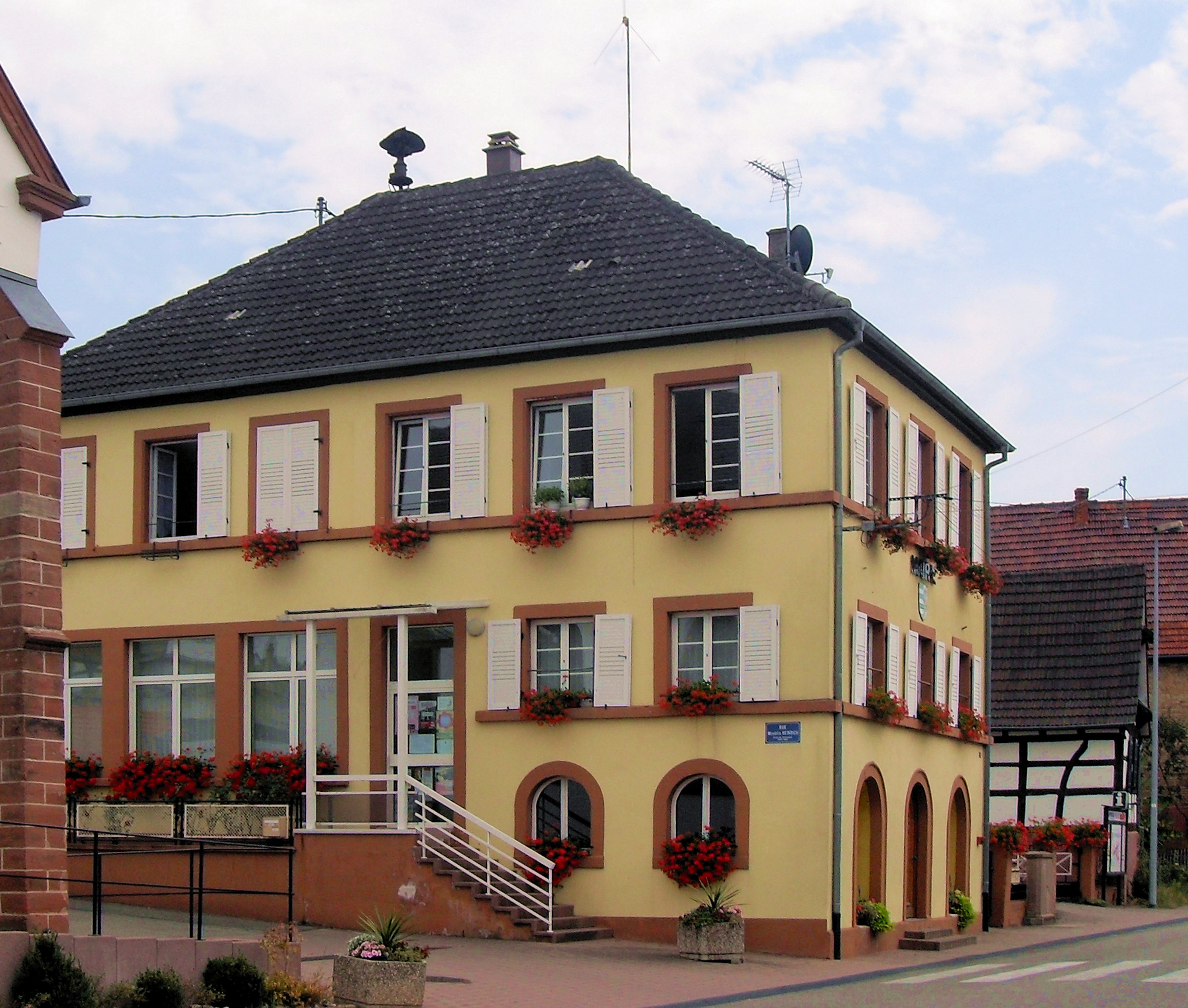
la mairie.

### Héraldique
| Blason de Trimbach (Bas-Rhin) | Blason  | Parti : au premier de sinople aux trois fasces d'argent, au second d'or à la branche de pommier de sable, fruitée de trois pièces de gueules, deux à dextre et une à senestre. |
| Blason de Trimbach (Bas-Rhin) | Détails | Le blason rappelle les armes des Vitzhum d’Eggersberg, propriétaires du village au début du XVIIIe siècle.                                                                     |